# Clinker Gulch
Clinker Gulch ist eine Schlucht auf Candlemas Island im Archipel der Südlichen Sandwichinseln. Sie erstreckt sich vom Lucifer Hill bis zur nördlichen Küste der Insel.
Die Benennung der Schlucht nahm das UK Antarctic Place-Names Committee im Jahr 1971 vor. Namensgebend ist das Lavageröll an der Wandung der Schlucht, das in seiner Form an gestapelte Mauerziegel (englisch clinker) erinnern.